# Brian Schwenke
Brian Max Schwenke Jr. (Honolulu, 22 marzo 1991) è un giocatore di football americano statunitense che gioca nel ruolo di centro per i New England Patriots della National Football League (NFL). Fu scelto nel corso del quarto giro (107º assoluto) del Draft NFL 2013 dai Titans. Al college ha giocato a football all’Università della California.

## Carriera professionistica

### Tennessee Titans
Schwenke fu scelto nel corso del quarto giro del Draft 2013 dai Tennessee Titans. Debuttò come professionista partendo come titolare nella gara della settimana 7 contro i San Francisco 49ers. La sua stagione da rookie si concluse con 9 presenze, tutte come titolare. Nella successiva salì a 11 presenze, sempre tutte come partente. Dopo una breve parentesi con gli Indianapolis Colts nella pre-stagione 2017, 
Schwenke tornò ai Titans, dove quell'anno disputò tutte le 16 gare, di cui 2 come titolare.

### New England Patriots
Il 31 luglio Schwenke firmò con i New England Patriots ma fu inserito in lista infortunati il 6 novembre per un problema al piede. Senza di lui i Patriots vinsero il Super Bowl LIII battendo i Los Angeles Rams per 13-3.

## Palmarès
- Super Bowl : 1

New England Patriots: LIII